# Fahri Yardım

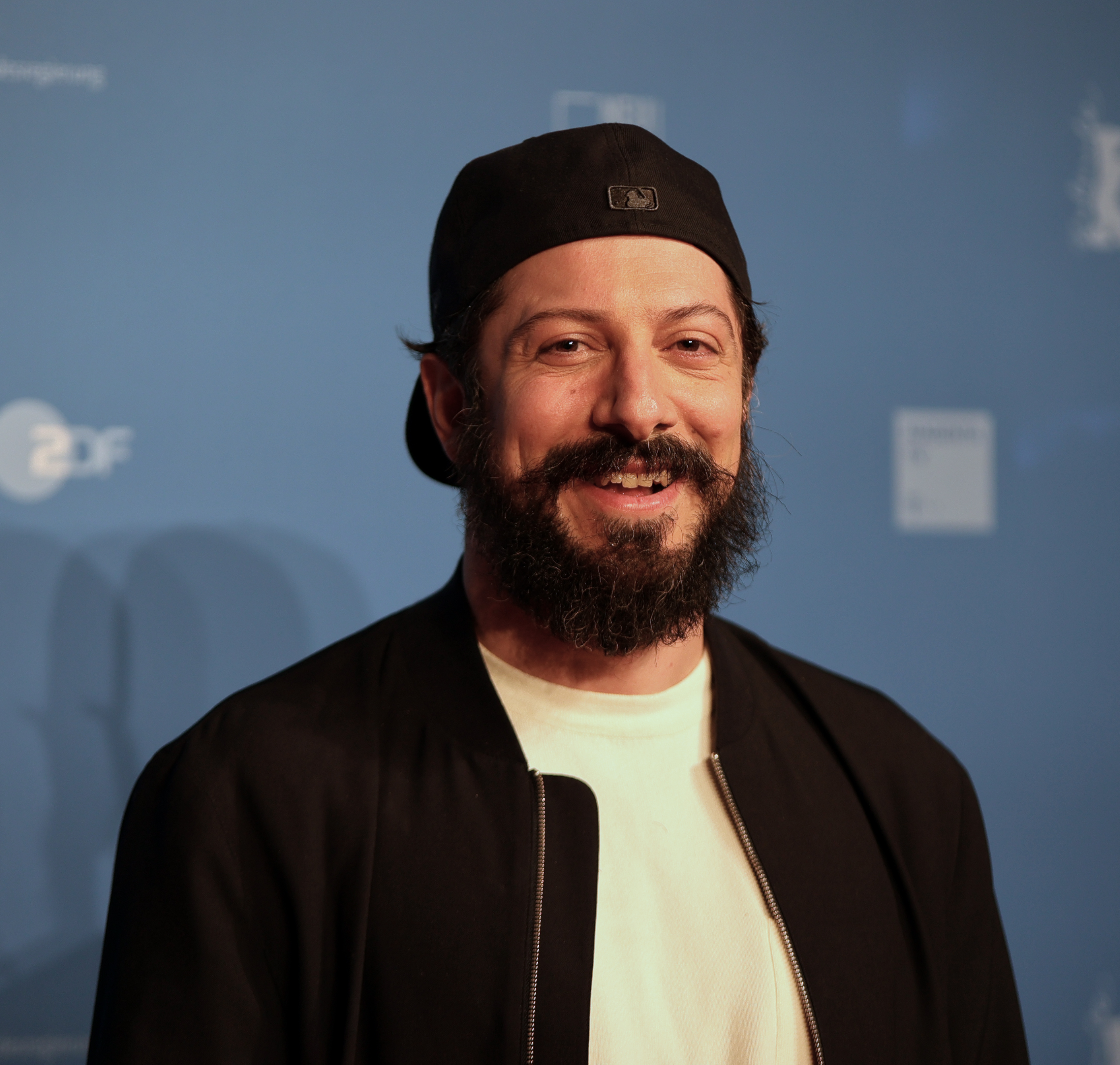
Fahri Yardim (2022)

Fahri Ogün Yardım (* 7. August 1980 in Hamburg) ist ein deutscher Schauspieler, Synchronsprecher und Produzent.

## Leben
Yardım wuchs in Hamburg-Harburg auf. Seine Eltern stammen aus der Türkei. Nach dem Abitur an der Gesamtschule Harburg begann er im Jahr 2000 seine Schauspielausbildung am Hamburger Bühnenstudio der darstellenden Künste. Schauspielerfahrung am Theater sammelte er unter anderem am Berliner Hebbel am Ufer und dem Tiyatrom sowie an Hamburger Theatern wie dem Ernst-Deutsch-Theater. Mit seiner Frau Beatrix Scherff bekam er 2017 eine Tochter.

## Berufliches
Nach diversen Arbeiten auch für das Fernsehen (unter anderem die Titelrolle in König von Kreuzberg, 2005) und dem Film Kebab Connection war Yardım 2008 in Chiko von Özgür Yıldırım erstmals in einer Kinohauptrolle zu sehen. Ebenfalls 2008 war er in der Fernsehproduktion Mogadischu neben Thomas Kretschmann und Nadja Uhl zu sehen.
Im Film 66/67 – Fairplay war gestern, der im November 2009 in die Kinos kam, spielte Yardım die Rolle des Tamer, Mitglied einer Gruppe von Hooligans des Fußballvereins Eintracht Braunschweig. In Männerherzen spielte er eine Nebenrolle neben Til Schweiger und Christian Ulmen. In der deutsch-türkischen Kinokomödie Almanya – Willkommen in Deutschland, die ins Wettbewerbsprogramm der Berlinale 2011 eingeladen war, hatte er die Hauptrolle des jungen Hüseyin. Seit 2013 ermittelt er zusammen mit Til Schweiger für den Tatort in Hamburg als Hauptkommissar Yalcin Gümer. Ebenfalls war Yardım 2013 und 2014 in der österreichischen Krimi-Serie CopStories zu sehen.
Im Jahr 2013 spielte er an der Seite von Ben Kingsley und Tom Payne im Kinofilm Der Medicus, im Februar 2016 war er in Tschiller: Off Duty im Kino zu sehen. Im selben Jahr wirkte er im zweiten Teil der RTL-Produktion Winnetou – Der Mythos lebt in der Rolle des El Mas Loco mit.
Von 2017 bis 2023 spielte Yardım sich selbst in der Comedy-Fernsehserie jerks.
In den deutschen Synchronfassungen der zwischen 2014 und 2023 erschienenen Comic-Verfilmungen Guardians of the Galaxy, Guardians of the Galaxy Vol. 2, Avengers: Infinity War, Avengers: Endgame, Thor: Love and Thunder und Guardians of the Galaxy Vol. 3 des Marvel Cinematic Universe lieh er der Figur Rocket seine Stimme.
Von Anfang 2018 bis Ende 2019 stand Yardım neben Christian Ulmen für die neuen MagentaTV-Werbespots der Telekom vor der Kamera und war auch in Radiospots dazu zu hören. 2019 bekam Yardım auf ProSieben seine eigene Sendung Fahri sucht das Glück. In der vierteiligen Dokutainment-Serie suchte er nach verschiedenen Glückskonzepten der Menschen weltweit. Als Teil des Produzententeams von Curveball – Wir machen die Wahrheit wurde Yardım 2021 mit dem Deutschen Filmpreis in Bronze für den Besten Spielfilm ausgezeichnet. Als Produzent und Darsteller fungierte Yardim in Schock, dem Regie-Debüt von Daniel Rakete Siegel und Denis Moschitto, für welche Leistung ihm attestiert wurde, in „seiner unangestrengten Lässigkeit [...] locker in der Robert de Niro-Klasse“ zu spielen.
Während der Fußball-EM 2024 der Männer moderierte Yardım gemeinsam mit Jonas Hector die auf MagentaTV ausgestrahlte Late-Night-Show Studio Pille-Palle.

## Filmografie
Schauspieler
- 2004: Alim Market (Kurzfilm)
- 2004: The Hamburg Cell (Fernsehfilm)
- 2004: Hormoon (Kurzfilm)
- 2004: Kebab Connection
- 2005: Der Dicke (Fernsehserie, Folge Unter Verdacht)
- 2005: König von Kreuzberg (Fernsehserie, 8 Folgen)
- 2006: One Way
- 2006: Wo ist Fred?
- 2007: Notruf Hafenkante (Fernsehserie, Folge Große Fische, kleine Fische)
- 2007: Löwenzahn (Fernsehserie, Folge Erdwärme – Heißes Pflaster in Bärstadt)
- 2007: Under Pressure (Kurzfilm)
- 2007: Die Katze (Fernsehfilm)
- 2007: Pastewka (Fernsehserie, Folge Die rätselhafte Elsa)
- 2007: Keinohrhasen
- 2008: Chiko
- 2008: Fast Track: No Limits
- 2008: Morgen, ihr Luschen! Der Ausbilder-Schmidt-Film
- 2008: Evet, ich will!
- 2008: Mogadischu (Fernsehfilm)
- 2008: Türkisch für Anfänger (Fernsehserie, Folge Die mit dem Ghetto-Spezial)
- 2008: 1½ Ritter – Auf der Suche nach der hinreißenden Herzelinde
- 2008: Die Wildkatzen von St. Pauli (Kurzfilm)
- 2009: Schutzlos (Fernsehfilm)
- 2009: Schwerkraft
- 2009: Tod aus der Tiefe (Fernsehfilm)
- 2009: Engel sucht Liebe (Fernsehfilm)
- 2009: Männerherzen
- 2009: Kill Your Darling (Fernsehfilm)
- 2009: 66/67 – Fairplay war gestern
- 2009: Polizeiruf 110: Falscher Vater (Fernsehreihe)
- 2010: Rot Gold Schwarz (Kurzfilm)
- 2010: Countdown – Die Jagd beginnt (Fernsehserie, Folge Blutsbande)
- 2010: 8 Uhr 28
- 2010: Alarm für Cobra 11 – Die Autobahnpolizei (Fernsehserie, Folge Der letzte Tag)
- 2010: Rausch (Kurzfilm)
- 2011: Tatort: Tödliche Ermittlungen
- 2011: Kokowääh
- 2011: Almanya – Willkommen in Deutschland
- 2011: Großstadtrevier (Fernsehserie, Folge Hamburg – Paris und zurück)
- 2011: Der Himmel hat vier Ecken
- 2011: Visus – Expedition Arche Noah (Fernsehfilm)
- 2011: Männerherzen … und die ganz ganz große Liebe
- 2011: Geschwisterliebe (Kurzfilm)
- 2011: Hannah Mangold & Lucy Palm (Fernsehfilm)
- 2011: Das Leben ist keine Autobahn
- 2012: Brüder (Kurzfilm)
- 2012: Schutzengel
- 2012: Wer’s glaubt wird selig
- 2012: Und weg bist du (Fernsehfilm)
- 2012: Unter Frauen
- 2012: Geisterfahrer (Fernsehfilm)
- 2012: Mann tut was Mann kann
- 2012: Die ProSieben Märchenstunde – Ali Baba und die vierzig Räuber (Fernsehfilm)
- 2012: Kreutzer kommt… ins Krankenhaus (Fernsehfilm)
- 2013: Nachtschicht – Geld regiert die Welt (Fernsehreihe)
- 2013: Tot im Wald (Fernsehfilm)
- 2013: Unter Feinden (Fernsehfilm)
- 2013: Der Medicus
- 2013: Tatort: Willkommen in Hamburg
- 2013–2014: CopStories (Fernsehserie, 13 Folgen)
- 2014: Tatort: Kopfgeld
- 2014: Irre sind männlich
- 2014: Wir machen durch bis morgen früh
- 2014: Alles ist Liebe
- 2014: Honig im Kopf
- 2015: Da muss Mann durch
- 2015: 8 Sekunden – Ein Augenblick Unendlichkeit
- 2015: Halbe Brüder
- 2015: Marry Me – Aber bitte auf Indisch
- 2016: Tatort: Der große Schmerz
- 2016: Tatort: Fegefeuer
- 2016: Tschiller: Off Duty
- 2016: Rico, Oskar und der Diebstahlstein
- 2016: Vier gegen die Bank
- 2016: Winnetou – Der Mythos lebt (Fernsehdreiteiler)
- 2017–2023: jerks. (Fernsehserie, 52 Folgen)
- 2017: Whatever Happens
- 2017: Jugend ohne Gott
- 2018: Steig. Nicht. Aus!
- 2018: Abgeschnitten
- 2018: Dogs of Berlin (Fernsehserie, 10 Folgen)
- 2019: Rocca verändert die Welt
- 2020: Tatort: Tschill Out
- 2020: Aus dem Tagebuch eines Uber-Fahrers (Fernsehserie, Folge Neues Fahrtziel?)
- 2021: Die Discounter (Gastrolle)
- 2022: Wer stiehlt mir die Show? (Fernsehshow, 4. Staffel)
- 2023: Die Quellen des Bösen – Jagd nach dem Runenmörder (Miniserie)
- 2024: Schock
- 2024: Der Upir (Fernsehserie, 8 Folgen)
- 2025: Delicious

Synchronisation
- 2013: Keinohrhase und Zweiohrküken (Stimme von Bär)
- 2014: Guardians of the Galaxy (Stimme von Rocket)
- 2016: Pets (Stimme von Snowball)
- 2016: Titanfall 2 (Stimme von BT-7274)
- 2017: Guardians of the Galaxy Vol. 2 (Stimme von Rocket)
- 2018: Avengers: Infinity War (Stimme von Rocket)
- 2019: Avengers: Endgame (Stimme von Rocket)
- 2019: Pets 2 (Stimme von Snowball)
- 2020: SpongeBob Schwammkopf: Eine schwammtastische Rettung (Stimme von König Poseidon)
- 2022: Thor: Love and Thunder (Stimme von Rocket)
- 2023: Guardians of the Galaxy Vol. 3 (Stimme von Rocket)

Produzent
- 2024: Das Signal (Fernsehserie, Netflix)